# 津山尚大
津山 尚大（つやま しょうた、1996年〈平成8年〉4月16日 - ）は日本のプロバスケットボール選手である。沖縄県北谷町出身。ポジションはポイントガード。

## 経歴
沖縄県中頭郡北谷町出身。北谷町立北谷小学校、北谷町立北谷中学校を卒業後、福岡大学附属大濠高校に進学。
3年生時には、2014年インターハイと国体の2冠を達成。ウィンターカップで準優勝した。
高校卒業前の2015年1月、アーリーエントリー制度を利用し、bjリーグの琉球ゴールデンキングスと契約。2014-15シーズンは20試合に出場した。
2016年12月7日、日本代表候補重点強化選手に選出。
2017-18シーズンは出場機会に恵まれず、2018年7月、ライジングゼファーフクオカに移籍。
2018-19シーズン終了後、福岡を退団し、海外挑戦を表明。2019年10月にはNBLカナダに所属するハリファックス・ハリケーンズと契約締結を発表したが、12月19日に自身のTwitterにて契約解除となった事を発表した。
その後津山は日本に戻り同年12月24日、シーズン途中でアルバルク東京と契約し、翌2021-22シーズンは三遠ネオフェニックスと契約した。
2022-23シーズンからは島根スサノオマジックに移籍。
2025-26シーズンからは川崎ブレイブサンダースに移籍。

## 成績
| シーズン         | チーム | GP | GS | MPG  | FG%  | 3P%  | FT%  | RPG | APG | SPG | BPG | TO  | PPG |
| ---------------- | ------ | -- | -- | ---- | ---- | ---- | ---- | --- | --- | --- | --- | --- | --- |
| bjリーグ 2014-15 | 琉球   | 20 |    | 9.0  | .341 | .254 | .750 | 0.7 | 0.5 | 0.3 | 0.1 | 0.1 | 3.8 |
| bjリーグ 2015-16 | 琉球   | 38 |    | 10.9 | .361 | .301 | .724 | 0.9 | 0.5 | 0.4 | 0.1 | 0.4 | 4.5 |
| B1 2016-17       | 琉球   |    |    |      |      |      |      |     |     |     |     |     |     |